# Филип II фон Изенбург-Бюдинген
Филип II фон Изенбург-Бюдинген-Бирщайн (на немски: Philipp II von Isenburg-Birstein; * 23 май 1526 в Бюдинген; † 5 април 1596 в Бирщайн) от род Изенберг е от 1533 до 1596 г. граф на Изенбург-Бюдинген в Бирщайн.
Той е третият син на граф Йохан V фон Изенбург-Бюдинген в Бирщайн (1476 – 1533) и съпругата му графиня Анна фон Шварцбург-Бланкенбург (1497 – 1546), втората дъщеря на граф Гюнтер XXXIX фон Шварцбург-Бланкенбург (1455 – 1531) и графиня Амалия (Амалай) фон Мансфелд (1473 – 1517). По баща е внук на граф Лудвиг II фон Изенбург-Бюдинген (1422 – 1511) и графиня Мария фон Насау-Висбаден-Идщайн (1438 – 1480).
Брат е на графовете Райнхард (1518 – 1568) и Лудвиг III фон Изенбург-Бюдинген (1529 – 1588), които нямат мъжки наследник.
Графството Изенбург-Бюдинген с център дворец Бюдинген се разделя през 1511/1517 г. на линиите Изенбург-Ронебург и Изенбург-Бирщайн (първа главна подялба). От 1517 г. резиденцията на графовете и (от 1744) князете на Изенбург-Бирщайн е дворец Бирщайн в Хесен.
Линията Изенбург-Ронебург измира през 1601 г. и целите им собствености попадат на Изенбург-Бирщайн. Линията Изенбург-Бирщайн се разделя през 1628/1631 г. на клоновете Изенбург-Бюдинген и Изенбург-Офенбах (втора главна подялба). Третата главна подялба е през 1684 г. Граф Волфганг Ернст I фон Изенбург и Бюдинген-Бирщайн (* 1686; † 1754) е издигнат на 23 май 1744 г. на имперски княз на Изенбург и Бюдинген от император Карл VII.

## Фамилия
Филип II се жени на 31 октомври 1559 г. в Бирщайн за графиня (Еренгард) Ирменгард фон Золмс-Браунфелс (* 1536; † 1 октомври 1577), дъщеря на граф Филип фон Золмс-Браунфелс и Анна фон Текленбург. Те имат децата:
- Волфганг Ернст I (1560 – 1633), от 1596 г. граф на Изенбург-Бюдинген в Бирщайн, бургграф на Гелнхаузен, женен I. 1585 г. за графиня Анна фон Глайхен-Ремда, II. 1603 г. Елизбет фон Насау-Диленбург, III. 1616 г. за Юлиана фон Сайн-Витгенщайн и 1628 г. за Сабина фон Заалфелд
- Анна (1562 – 1637)
- Филип Волфганг (1563 – 1564)
- Мария (1564 – 1634)
- Агнес (1566 – 1622)
- Ерика (1569 – 1628), омъжена 1596 г. за граф Вилхелм фон Насау-Вайлбург (1570 – 1597), син на граф Албрехт фон Насау-Вайлбург и Анна фон Насау-Диленбург
- Елизабет (1570 – 1644), омъжена 1614 г. за Йоахим Шлик фон Басано и Вайскирхен († 1638)
- Сибила Юлиана (1574 – 1604), омъжена 1598 г. за вилд-и рейнграф Фридрих фон Залм-Нойфвил (1547 – 1608)
- Амалия (1575 – 1652)
- Еренгард (Ирмгард) (1577 – 1637), омъжена 1604 г. за граф Албрехт фон Ханау-Мюнценберг-Шварценфелс (1579 – 1635)

Съпругата му Ирменгард умира при раждането на Еренгард (Ирмгард).